# شركة الفوسفات والسكك الحديدية بقفصة
شركة الفوسفات والسكك الحديدية بقفصة (بالفرنسية: Compagnie des phosphates et des chemins de fer de Gafsa)‏، هي شركة سابقة بموجب القانون الفرنسي تأسست عام 1897 لبناء وتشغيل مناجم الفوسفات في منطقة المتلوي جنوب تونس وتطويرها بخط سكة حديد بطول 250 كم حتى ميناء صفاقس.

## التاريخ
الشركة مسؤولة عن استغلال رواسب الفوسفات الغنية جدًا التي اكتشفها فيليب توماس في جنوب غرب تونس بين عامي 1885 و1886. ولهذه الغاية، تم توقيع اتفاقية في 15 أغسطس 1896 بين مدير الأشغال العامة جورج بافيلييه وشركة مالية يمثلها موريس دي روبرت. تمنح هذه الاتفاقية الشركة الحق الحصري في استغلال رواسب الفوسفات لمدة 60 عامًا والتي ستتم مواجهتها على أراضي الدولة الواقعة جنوب غرب قفصة في منطقة يبلغ طولها حوالي 50 كيلومترًا وعرضها 10 كيلومترات وتمتد إلى الحدود الجزائرية وتشمل على وجه الخصوص تمغزة.
كما تنص المادة الثامنة من الاتفاقية على أن صاحب الامتياز يتمتع بحق تفضيلي بشروط متساوية لاستغلال جميع رواسب الفوسفات المعروفة أو غير المكتشفة، المدرجة في محيط حماية محدود: إلى الشمال بمحاذاة صفاقس، إلى الشرق بواسطة البحر من الجنوب بمحاذاة الحامة ومن الغرب الحدود الجزائرية . كما يستفيد صاحب الامتياز من النقل الحر، بملكية كاملة لثلاثين ألف هكتار من أراضي الدولة القابلة للزراعة الواقعة في نطاق السيطرة المدنية لصفاقس.
وفي المقابل، يتعهد صاحب الامتياز ببناء وتشغيل خط سكة حديد يبدأ من صفاقس ويخدم قفصة وينتهي بحلق الثالجة أو في أي نقطة أخرى في منطقة الودائع الواقعة بين قفصة وحلق الثالجة. في 22 مايو 1897، وافق مرسوم من باي تونس على إنشاء شركة الفوسفات والسكك الحديدية بقفصة، التي حلت محل موريس دي روبرت. وترتبط الشركة ببنوك ميرابود-هوتينجر وشركة مقطع الحديد الجزائرية ومجموعة نيرفو. تقوم الشركة بتطوير شبكة سكك حديدية تتكون من عدة خطوط مبنية بمقياس متري. استحوذ ألفونس باران، دلفين بولين تالبوت في شركة مقطع الحديد الجزائرية، على حصة في العاصمة في عام 1886.
في عام 1949، كانت الشركة أول شركة تونسية من حيث الرسملة، بعد شركة جبل جريصة. فقدت الشركة مجال السكك الحديدية الذي استحوذت عليها الشركة الوطنية للسكك الحديدية التونسية في 1 يناير 1967. وبالتالي، في عام 1976، أصبحت شركة فسفاط قفصة وهي شركة تأسست بموجب القانون التونسي.

## التعدين

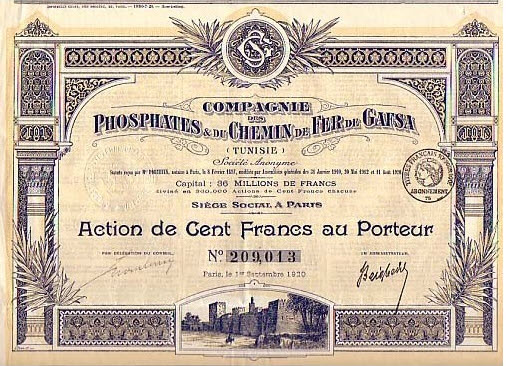
حصة الشركة من عام 1920.

بلغت مساحة التعدين الممنوحة للشركة مساحة بطول 50 كم وعرض 10 كم من جنوب غرب قفصة وامتد إلى الحدود مع الجزائر، بالإضافة إلى الجبال الواقعة شمالاً بالقرب من تمغزة. كما مُنحت الشركة حق الأفضلية في تعدين رواسب الفوسفات التي كانت معروفة بالفعل أو كان من المقرر اكتشافها بنفس الشروط، طالما كانت موجودة في الأراضي التونسية جنوب خط عرض صفاقس وشمال خط عرض الحامة.
كانت مناجم الفوسفات في المتلوي والرديف. تم استخراج الأباتيت المعدني من المناجم تحت الأرض، ونقله بالسكك الحديدية إلى صفاقس ومعالجته إلى سوبر فوسفات هناك. في عام 1955، تم إنتاج أكثر من نصف الفوسفات المستخرج في الجزائر وتونس بواسطة شركة الفوسفات والسكك الحديدية بقفصة، وهو ما يمثل حوالي ربع إنتاج شمال أفريقيا. وقد مولت عائدات استخراج الفوسفات موازنة الدولة التونسية لسنوات.
في عام 1906 تم شحن 600.000 طن، في عام 1907 تم شحن 754565 طنًا، منها 296.262 طنًا إلى فرنسا، و 185.156 طنًا إلى إيطاليا، و 136.041 طنًا إلى بريطانيا العظمى. بلغ الإنتاج أكثر من 3 ملايين طن سنويًا في عشرينيات القرن الماضي، ثم انخفض إلى ما يقل قليلاً عن مليوني طن بعد الركود خلال الحرب العالمية الثانية. بالإضافة إلى عمال المناجم المحليين، جاء الكثير منهم من الجزائر وليبيا والمغرب الذين عاشوا في تونس. في عام 1955، عمل 5265 شخصًا في صناعة التعدين، وكانت الحصة الأوروبية 8% فقط.

## خطوط السكة الحديدية

تطور شبكة السكك الحديدية التونسية بين عامي 1880 و1941.

قامت شركة الفوسفات والسكك الحديدية بقفصة ببناء شبكة من خطوط السكة الحديدية. الطريق الرئيسي كان (صفاقس – الغريبة – المكناسي – قفصة – المتلوي) الذي تم افتتاحه في 20 نوفمبر 1899. لها منحدرات تصل إلى 15 درجة. تبع ذلك الطرق الفرعية إلى زيبوس وامتدادها عبر مضيق حلق الثالجة إلى الرديف. في عام 1913، وصل خط ممول من الحكومة إلى توزر خلال الحرب العالمية الأولى تم فتح الخط إلى قابس والذي دفعته الحكومة أيضًا، وفي عام 1921 تمت إضافة الخط الفرعي إلى المضيلة باعتباره آخر خط في ذلك الوقت. يجري تشغيلها من قبل الشركة الوطنية للسكك الحديدية التونسية وقد تم تمديدها بمقدار 13 كم إلى جبل صهيب.
في عام 1917، كان هناك 16 قطارًا يوميًا على الخط الرئيسي، اثنان منها عبارة عن قطارات مختلطة. تم نقل الفوسفات في عربات ذات أربعة محاور من الصلب ذاتية التفريغ. في عام 1955، كان لدى شركة السكك الحديدية 1764 موظفًا. تم ربط شبكة طريق شركة الفوسفات والسكك الحديدية بقفصة من خلال طريق مقياس العداد لشركة شركة بون-قالمة للسكك الحديدية: من ناحية في هنشير السواطير مع افتتاح الطريق عبر القصرين – سوسة في عام 1909، من ناحية أخرى يدا بيد في صفاقس مع الطريق المباشر إلى سوسة افتتح في عام 1911 الطريق الرئيسي على طول الساحل.
تم فتح الاتصال المباشر من قفصة بقابس فقط في عام 1983 من قبل الشركة الوطنية للسكك الحديدية التونسية.
| الخط                                        | الطول    | تاريخ الإفتتاح |
| ------------------------------------------- | -------- | -------------- |
| صفاقس – الغريبة – المكناسي – قفصة – المتلوي | 242،2 كم | 20 نوفمبر 1899 |
| المكناسي – زيبوس                            | 10،8 كم  | 1899           |
| المتلوي – تباديت – الرديف                   | 44،1 كم  | 1907           |
| المتلوي – توزر                              | 54،2 كم  | 1 مارس 1913    |
| أم العرائس – هنشير السواطير                 | 11،9 كم  | 1907           |
| تباديت – أم العرائس                         | 8،8 كم   | 1909           |
| الغريبة – قابس                              | 83،1 كم  | 2 يوليو 1916   |
| العقيلة – المضيلة                           | 13،7 كم  | 1921           |
| محطة المضيلة – مناجم المضيلة                | 7،5 كم   | 1921           |

### القاطرات البخارية
جاءت قاطرات شركة الفوسفات والسكك الحديدية بقفصة البخارية بشكل أساسي من شركة كوربت لوفيت في باريس (17 قطعة) ومن المصنع السويسري للقاطرات والآلات في فينترتور (44 قطعة). جاء الطلب إلى سويسرا لأنه كانت هناك بالفعل خبرة في بناء قاطرات عالية الأداء ضيقة العيار. كان البناء الأساسي هو قاطرة أن أس بي طراز 19، والتي كانت تستخدم لنقل قطارات خام ثقيلة في خط خام الحديد. تم استخدام التصميم لأول مرة على سكك حديد جيبوتي - أثيوبيا على قاطرة ضيقة العيار تم وضعها على السكة الحديدية بالأرقام 21-33.
مقارنة بقاطرات الدبابات التي كانت شائعة مع السكك الحديدية الضيقة في ذلك الوقت لقوى الجر الكبيرة، كان التصميم أبسط بكثير، لكنه لا يزال أكثر قوة لأن العطاء سمح بخزان أكبر. تم تحقيق قدرة المنحنى على المناورة من خلال محاور جولسدورف القابلة للإزاحة جانبياً. أثبت التصميم نفسه أيضًا في قاطرات جي 4/5 للسكك الحديدية راتيان وتم استكماله فقط لسكة حديد قفصة بمحور اقتران إضافي لترتيب عجلة أيه 1.

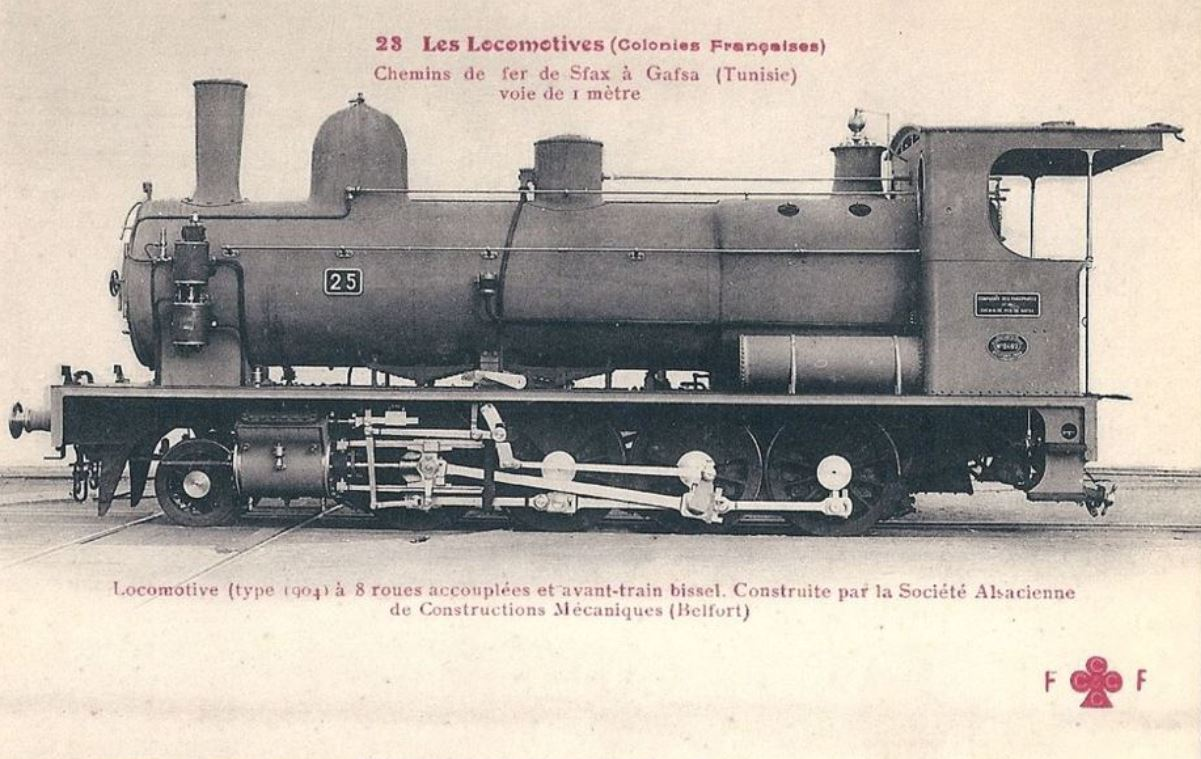
القاطرة رقم 25 نوع 140 بناها الملح الصخري للملاحة الجوية.
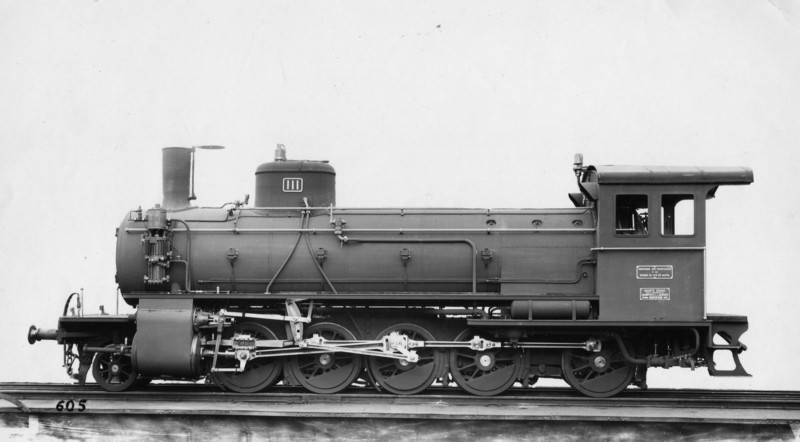
القاطرة رقم 111 نوع 140 بناها حركة تحرير السودان.
قاطرة من الفئة 81 إلى 116 بناها فينترتور